# Dan Gillmor
Pour les articles homonymes, voir Gillmor.
Dan Gillmor né en 1951, est un journaliste américain en ligne spécialisé en technologie et un ancien chroniqueur du Mercury News de San Jose. Il est surtout connu pour ses chroniques à propos du Silicon Valley, tant pendant sa croissance point com, que pendant sa chute.  Il est aussi l'auteur d'un blog qui commente la technologie et les activités économiques du nord de la Californie. Il critique l'utilisation abusive des droits d'auteur et se pose comme politiquement à gauche.

## Biographie
Il a travaillé au Free Press de Détroit et au Times de Kansas City, avant de s'engager au Mercury News de San Jose en 1994. En janvier 2005, il a délaissé ce journal pour démarrer un site de journalisme en ligne, Bayosphere.
Il a aussi rédigé Nous le média, dans lequel il expose comment Internet s'oppose à consolidation des médias traditionnels dans les mains de quelques méga-corporations. Ce livre est couvert par une licence Creative Commons.

### Livres
- Nous le média (2004, We the Media)

### Autres ouvrages
- (en) We, the Media
- (en) À propos de Dan Gillmor
- (en) 2004 Outlook